# Graziadio Isaia Ascoli
Graziadio Isaia Ascoli (Gorizia, 16 de julho de 1829 — Milão, 21 de janeiro de 1907) foi um linguista e glotólogo italiano. Foi senador do Reino da Itália na XVI legislatura (1886-1890)
Autodidata, dedicou-se desde jovem a estudos de linguística oriental. Em 1861, recebeu em Milão a cátedra de linguística, criada especialmente para ele. Posteriormente, limitou seus estudos às línguas indo-europeias e neolatinas, sendo esse o período mais fecundo de sua produção científica. Nessa época publicou Cursos de Glotologia, em 1870 e Estudos críticos, em 1877. Em 1873, fundou a revista Arquivo glotológico italiano. Foi responsável por cunhar a palavra "glotologia.
Considerado um dos fundadores da linguística como ciência moderna, Ascoli enunciou a famosa teoria segundo a qual uma língua imposta por um povo a outro sofrerá alterações que aparecerão na língua dominante.

## Vida e trabalho
Ascoli nasceu em uma família judaica italófona na cidade multiétnica de Gorizia, que na época era parte do Império Austríaco (atualmente na desde 1918 parte da Itália). Desde jovem, ele aprendeu alguns dos outros idiomas tradicionalmente falados na cidade: alemão, friuliano, esloveno e vêneto.
Um autodidata, ele publicou seu primeiro trabalho importante sobre linguagens do oriente em 1854. Em 1860, foi apontado professor de linguística na Accademia scientifico-letteraria em Milão e introduziu o estudo de Filologia Comparada, estudos de línguas românicas, e sânscrito.
Ele foi uma contribuição importante para o estudo do relacionamento entre línguas indo-europeias e línguas semíticas, e foi pioneiro nos campos da língua romani e célticas.
Na Itália, é conhecido por seus estudos dos dialetos italianos, os quais ele foi o primeiro a classificar sistematicamente. Na questão da língua italiana, ele não aceitou uma língua padrão baseada no dialeto florentino como foi proposto por Alessandro Manzoni, mas argumentou em prol de uma igualdade dos dialetos.
Ascoli foi o criador da chamada Teoria Substrato, que explica a formação e desenvolvimento de idiomas como resultado da interferência com idiomas anteriormente falados por populações em questão.

## Visões políticas
Ascoli se considerava principalmente um friulano de religião judaica, mas também foi um patriota italiano. Uma de suas mais duradouras e politicamente influentes contibuições foi a cunhagem do termo geográfico Venezia Giulia para denotar o que era conhecido como o litoral austríaco. Ascoli sugeriu que o nordeste da Itália era composto por três regiôes historicamente, geograficamente e culturalmente interligadas, as quais ele chamou de Três Venezas. De acordo com sua classificação, essas três regiões histórico-geográficas eram:
- Veneza Eugânea (Venezia Euganea), constitui-se na região de Veneza propriamente dita (atual regiões do Vêneto e do Friul).
- Veneza Tridentina (Venezia Tridentina), constitui-se do Tirol situado ao sul da região do Passo do Brennero (que atualmente corresponde à região do Trentino-Alto Ádige).
- Veneza Júlia (Venezia Giulia), correspondente à área do Litoral Austríaco, junto com o porto húngaro de Fiume (hoje Rijeka, Croácia).

Ascoli cunhou esses nomes seguindo as divisões internas na Itália durante o domínio de Roma antiga, que se aplicou a eles até o século XIX. Sua definição geográfica teve forte impacto político: foi feita com o propósito de mostrar que as áreas periféricas do Império Austríaco estavam de fato se movendo em direção à Itália. Suas denominações logo foram substituídas pelo irredentismo italiano que buscava a anexação do Trentino, o Litoral Austríaco, Fiume e Dalmácia à Itália.
Na Primeira Guerra Mundial, os termos Venezia Giulia e Venezia Tridentina tornaram-se denominações oficiais para os novos territórios adquiridos pela Itália da Áustria-Hungria com os tratados de Saint-Germain e Rapallo. O Reino da Itália usou os termos de Ascoli para substituir anteriores denominações tradicionais, Tirol e Litoral Austríaco. O primeiro termo caiu em desuso após a queda do regime fascista. O segundo, entretanto, ainda existe no nome da região italiana Friuli-Venezia Giulia. O termo “Venezia Euganea”, por outro lado, nunca ganhou apoio relevante, apesar de ter sido esporadicamente usado durante o período fascista.